# 인각사

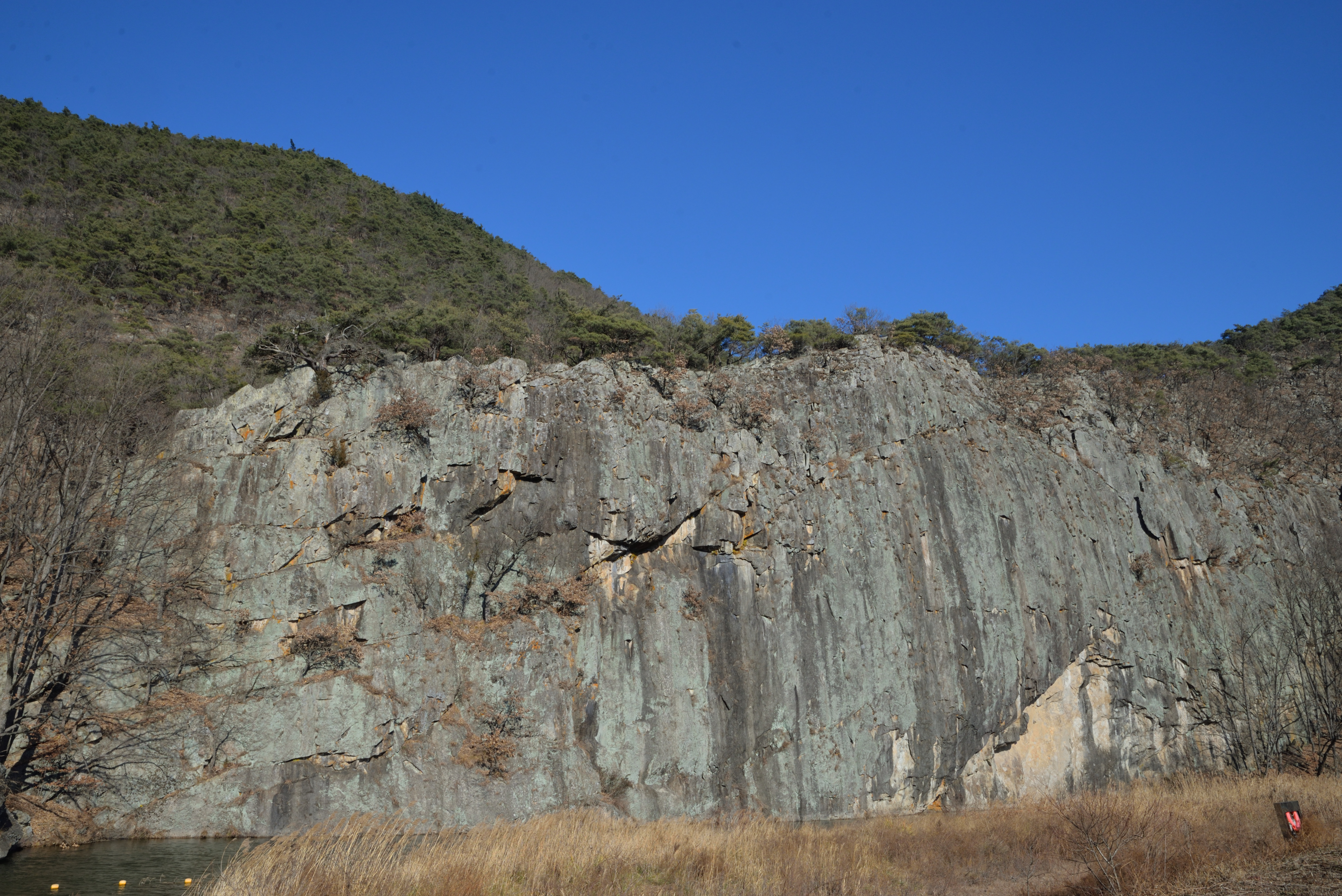
군위 학소대

인각사는 대한민국 대구광역시 군위군에 있는 불교 사찰이다. 신라 시대에 창건되었으며 고려 시대의 승려 일연이 머물면서 삼국유사를 저술한 곳이다. 

## 학소대
인각사 앞으로 위천이 흐르고 하천 건너편에 바위 벼랑이 우뚝하며 이 수직의 절벽을 학소대라 한다. 이는 학이 집을 짓고 사는 곳이라는 뜻이다. 속전에 옛날 기린이 이 벼랑에 뿔을 걸었다고 하여 인각사라 이름이 지어졌다고 전한다. 학소대는 지질학적으로 중생대 백악기 아화산암복합체 유문반암 또는 석영반암에 해당한다. 

## 역사
인각사는 643년 신라 선덕여왕 11년에 의상대사가 창건했다. 통일신라시대부터 번성하여 고려시대에는 국사 일연 스님이 1284년(충렬왕 10)부터 임종할 때까지 5년 동안 인각사에 머물며 [삼국유사]를 저술하였다. 당시 인각사가 구산문도회를 두 번이나 개최한 것으로 보아 전국 불교의 본산임을 알 수 있다. 조선 후기에 들어서는 퇴락하여 거의 폐사하였으나, 1721년(경종 1년) 스님이 화주를 맡고 배흥일이 시주하여 대웅전, 극락전, 승방, 종루 등이 다시 갖추어지는 중수가 이루어졌다. 인각사에서는 2023년 10월부터 불교문화재연구소가 시행한 조사에서, 통일신라와 고려, 조선 각 시대를 대표하는 기와가마 5기와 삼가마1기, 석렬 3기 등을 발견하였다고 밝혔다. 2023년 9월16일 토요일에 '삼국유사 유네스코 기록물 등재 기원 화합 한마당 음악회를 인각사 극락전 앞 특설 무대에서 개최했다. 2024년 10월 5일 삼국유사 유네스코 기록물 등재를 축하하고, 불자와 도시민의 화합을 기원하는 한마당음악회를 인각사 특별무대에서 개최했다.

## 문화재
인각사에는 해무리굽 청자, 청동그릇, 청동 이중합, 청동반자, 청동정병 등의 보물들이 출토되었다.

### 군위 인각사 보각국사탑 및 비

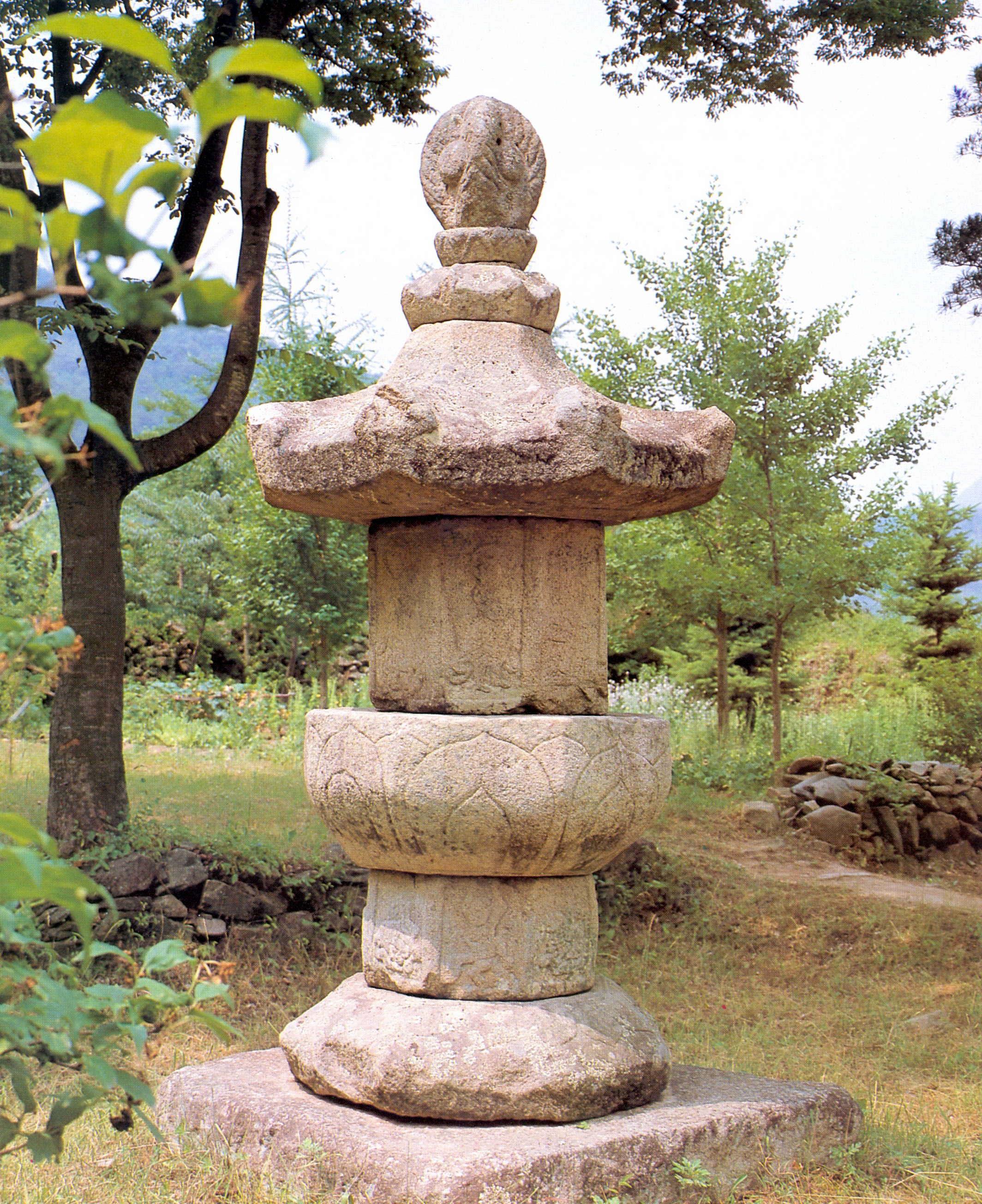
군위 인각사 보각국사탑 및 비

군위 인각사 보각국사탑 및 비는 고려 충렬왕 15년(1289)에 입적한 보각국사 일연의 사리탑과 그의 행적을 기록해 놓은 탑비이다.

## 같이 보기
- 일연과 삼국유사
- 고려 시대의 불교